# Кабинет министров Туркменистана
Кабинет министров Туркменистана (туркм. Türkmenistanyň Ministrler Kabineti) — официальное название высшего органа исполнительной власти в Туркменистана, который является исполнительным и руководящим органом над министерствами и другими основными исполнительными органами при президенте Туркменистана. Кабинет министров принимает законы и решения касающиеся политической, финансовой и национальной безопасности республики. Кабинет министров готовит проект бюджета, контролирует его исполнение и осуществляет финансово-кредитную политику. Государственные программы экономического развития, социального обеспечения также претворяются в жизнь кабинетом министров.

## Функции
Кабинет министров Туркменистана осуществляет следующие функции:
1. организует исполнение законов Туркменистана, актов президента Туркменистана и Меджлиса Туркменистана;
2. осуществляет меры по обеспечению и защите прав и свобод граждан, охране собственности и общественного порядка, национальной безопасности;
3. разрабатывает и вносит на рассмотрение Меджлиса предложения по основным направлениям внутренней и внешней политики государства, программы экономического и социального развития страны;
4. осуществляет государственное управление экономическим и социальным развитием; организует управление государственными предприятиями, учреждениями и организациями; обеспечивает рациональное использование и охрану природных ресурсов;
5. принимает меры по укреплению денежной и кредитной системы;
6. образует в случае необходимости комитеты, главные управления и другие ведомства при Кабинете Министров;
7. осуществляет внешнеэкономическую деятельность, обеспечивает развитие культурных и иных связей с зарубежными государствами;
8. руководит деятельностью правительственных учреждений, государственных предприятий и организаций; вправе отменять правовые акты министерств и ведомств, а также органов местной исполнительной власти;
9. решает иные вопросы, отнесенные к его компетенции Конституцией, законами и иными нормативными правовыми актами Туркменистана.

## Структура
Кабинет министров является исполнительным и распорядительным органом. Председателем Кабинета министров Туркменистана является президент Туркменистана. В состав Кабинета министров входят заместители председателя, министры. Президентом Туркменистана в состав Кабинета министров могут вводиться другие лица, являющиеся руководителями центральных органов исполнительной власти. Кабинет министров формируется президентом Туркменистана в течение месяца после вступления его в должность и слагает полномочия перед вновь избранным президентом.
| Должность | Руководитель                                | Дата            |
| --- | ------------------------------------------- | --------------- |
| Президент, председатель Кабинета министров                                                                   | Сердар Бердымухамедов                       | 19 марта 2022   |
| Заместитель председателя Кабинета министров по внешней политике                                              | Рашид Мередов                               | 17 февраля 2007 |
| Заместитель председателя Кабинета министров по агропромышленному комплексу                                   | Атахаллыев Тагандурды                       | 2022 г          |
| Заместитель председателя Кабинета министров по строительству, энергетике и коммунальному хозяйству           | Аннамаммедов Баймырат                       | 13 января 2017  |
| Заместитель председателя Кабинета министров по экономике и финансам                                          | Ходжамурад Гелдимурадов                     | 5 октября 2017  |
| Заместитель председателя Кабинета министров по науке, образованию, здравоохранению                           | Нурмухаммед Аманнепесов                     | 26 января 2018  |
| Заместитель председателя Кабинета министров по транспорту и связи                                            | Мамметхан Чакыев                            | 11 апреля 2018  |
| |                                             | 26 января 2018  |
| Заместитель председателя Кабинета министров по нефти и газу                                                  | Батыр Аманов                                | 11 февраля 2021 |
| Заместитель председателя Кабинета министров по торговле                                                      | Батыр Атдаев                                | 2022            |
| Заместитель председателя Кабинета министров по вопросам культуры и СМИ                                       | Мяхриджемал Маммедова                       | 2019            |
| Министр сельского и водного хозяйства                                                                        | Магтымгулы Байрамдурдыев                    | 1 февраля 2019  |
| Министр связи                                                                                                | Байрамгельды Овезов                         | 22 февраля 2012 |
| Министр строительства и архитектуры                                                                          | Сойенчназар Селимов                         | 26 января 2018  |
| Министр культуры                                                                                             | Атагельды Шамурадов                         | 4 августа 2017  |
| Министр обороны                                                                                              | Бегенч Гундогдыев                           | 13 июня 2018    |
| Министр торговли и внешнеэкономических связей                                                                | Амандурды Ишанов                            | 31 июля 2018    |
| Министр образования                                                                                          | Мамедмурад Гельдыниязов                     | 26 января 2018  |
| Министр энергетики                                                                                           | Чарымурад Пурчеков                          | 27 февраля 2017 |
| Министр финансов и экономики                                                                                 | Мухамметгелди Сердаров                      | 03 июля 2020    |
| Министр иностранных дел                                                                                      | Рашид Мередов                               | 7 июля 2001     |
| Министр здравоохранения и медицинской промышленности                                                         | Атагельды Германов                          | 5 июля 2013     |
| Министр промышленности                                                                                       | Ярмухаммед Оразгулыев                       | 15 января 2022  |
| Министр внутренних дел                                                                                       | Мухаммет Алламырадович Хыдыров              | 06 апреля 2022  |
| Министр юстиции                                                                                              | Бегмурат Мухамедов                          | 13 августа 2013 |
| Министр труда и социальной защиты                                                                            | Мухаммедсейит Силапов                       | 26 января 2018  |
| Министр национальной безопасности                                                                            | полковник Назар Мухамметмырадович Атагараев | 3 февраля 2023  |
| Министр железнодорожного транспорта                                                                          | Азат Атамурадов                             | 26 января 2018  |
| Министр автомобильного транспорта                                                                            | Ораздурды Суханов                           | 17 мая 2018     |
| Министр текстильной промышленности                                                                           | Ресул Реджепов                              | 01 февраля 2019 |
| Министр спорта и молодёжной политики                                                                         | Даянч Гулгельдыев                           | 26 января 2018  |
| Начальник Государственной пограничной службы Туркменистана — командующий Пограничными войсками Туркменистана | Язгелди Нурыев                              | 27 января 2021  |
| Председатель Государственной таможенной службы Туркменистана                                                 | Атадурды Османов                            | 25 октября 2017 |
| Председатель Государственной миграционной службы Туркменистана                                               | Мерген Курдов                               | 13 ноября 2017  |
| Председатель Главной государственной службы «Туркменстандарт»                                                | Мердан Какабаев                             | 26 января 2017  |
| Председатель Государственной службы морского и речного транспорта Туркменистана                              | Аманмырат Гурдов                            | 27 февраля 2017 |
| Председатель службы «Туркменховаёллары»                                                                      | Довран Сабуров                              | 15 июня 2016    |
| Председатель Государственного комитета Туркменистана по туризму                                              | Сердар Чолуков                              | 4 марта 2016    |
| Председатель Государственного комитета Туркменистана по статистике                                           | Халыкдурды Курбанов                         | 4 мая 2018      |
| Председатель Государственного комитета Туркменистана по охране окружающей среды и земельным ресурсам         | Батырмурад Оразмурадов                      | 12 мая 2017     |
| Председатель Государственной товарно-сырьевой биржи Туркменистана                                            | Бегенч Чарыев                               | 31 июля 2018    |
| Государственный министр — председатель Государственного концерна «Туркменгаз»                                | Мурад Арчаев                                | 1 декабря 2017  |
| Председатель Государственного концерна «Туркменнефть»                                                        | Довлетдурды Хаджиев                         | 2 марта 2017    |
| Председатель Государственного концерна «Туркменхимия»                                                        | Ниязли Ниязлиев                             | 5 октября 2017  |
| Председатель Государственной корпорации «Туркменгеология»                                                    | Шахым Абдрахманов                           | 2 марта 2017    |
| Председатель Государственного объединения «Туркмен атлары»                                                   | Мергеннепес Аннанепесов                     | 12 мая 2017     |
| Председатель Национального космического агентства при президенте Туркменистана                               | Ашыр Гараев                                 | 7 июля 2017     |
| Председатель Высшей контрольной палаты Туркменистана                                                         | Кадыргельды Мушшиков                        | 11 апреля 2018  |
| Председатель Верховного суда Туркменистана                                                                   | Бегенч Ходжамгулыев                         | 3 февраля 2023  |
| Генеральный прокурор Туркменистана                                                                           | Сердар Мяликгулыев                          | 2022            |
| Председатель Центрального банка Туркменистана                                                                | Мердан Аннадурдыев                          | 10 января 2015  |